# Luís Henrique (ur. 1968)
Luís Henrique, właśc. Luís Henrique Pereira dos Santos (ur. 20 sierpnia 1968 w Jéquitai) – piłkarz brazylijski, obecnie trener. Podczas kariery piłkarskiej występował na pozycji ofensywnego pomocnika.

## Kariera klubowa
Karierę piłkarską Luís Henrique rozpoczął w klubie Catuense Catu w 1987 roku i w którym grał do 1990, z krótką przerwą na grę we Flamengo. Lata 1990–1992 spędził w EC Bahia, z którym zdobył mistrzostwo stanu Bahia – Campeonato Baiano w 1991. W 1992 roku krótko grał w SE Palmeiras, po czym przeszedł do francuskiego AS Monaco. Po powrocie do Brazylii przez 4 lata grał we Fluminense FC, z którym zdobył mistrzostwo stanu Rio de Janeiro – Campeonato Carioca w 1995 roku. Lata 1998–1999 grał w Paraná Clube. Ostatnie 2 lata kariery spędził w małych klubach Veranópolis i Esportivo.

## Kariera reprezentacyjna
Luís Henrique ma za sobą występy w barwach canarinhos. W reprezentacji Brazylii zadebiutował 8 listopada 1990 w meczu reprezentacją Chile. W następnym samym roku uczestniczył z reprezentacją w Copa América 1991. Na turnieju wystąpił w 3 spotkaniach z reprezentacją Kolumbii (2 razy), reprezentacją Ekwadoru oraz reprezentacją Argentyny i reprezentacją Chile. Ekipa canarinhos zajęła na tym turnieju 2. miejsce. w 1993 roku ponownie uczestniczył w Copa America, lecz nie wystąpił w żadnym meczu. Ostatni raz w reprezentacji wystąpił 5 września 1993 w wygranym 4-0 meczu z reprezentacją Wenezueli w eliminacjach Mistrzostw Świata 1994. Bilans Luis Henrique w reprezentacji to 20 meczów i 7 bramek.